# Joe Taufeteʻe
Joe Taufeteʻe (ur. 4 października 1992 w Nuʻuuli w Samoa Amerykańskim) – amerykański rugbysta samoańskiego pochodzenia występujący przeważnie na pozycji młynarza. Reprezentant USA, dwukrotny uczestnik pucharu świata, nominowany do nagrody dla najlepszego zawodnika na świecie.

## Młodość
Taufeteʻe urodził się na Wyspach Samoa, jednak w wieku pięciu lat wyemigrował z rodziną do Stanów Zjednoczonych. Wychowywał się w Vallejo w Kalifornii, w regionie zatoki San Francisco.
Uczęszczał do Santa Ana College (community college). Uprawiał koszykówkę i przede wszystkim futbol amerykański, marząc o występach na poziomie NFL w barwach San Francisco 49ers. W latach 2010–2011 z powodzeniem występował jako defensive tackle w barwach szkolnej drużyny Santa Ana College Dons. Wśród uzyskanych przez niego wyróżnień był m.in. tytuł dla najlepszego zawodnika roku w zespole. Dobre występy spowodowały, że obiecującemu zawodnikowi szkoły poziomu senior college oferowały miejsce w drużynach oraz stypendia sportowe. Niemniej kariera futbolowa Taufeteʻe została przerwana w 2011 roku, kiedy to uszkodził on więzadło krzyżowe przednie. W wyniku tego zdarzenia zrezygnował z uprawiania sportu, na rok przerwał też naukę, pracując jako ochroniarz w klubach nocnych.
Z rugby po raz pierwszy zetknął się dopiero w wieku 18 lat za pośrednictwem swojej dziewczyny, której rodzina zaangażowana była w działalność Belmont Shore R.C. z Long Beach, jednego z najsilniejszych klubów rugby union w Kalifornii. Chcąc zaimponować swojej partnerce oraz jej rodzinie Taufeteʻe dołączył do drużyny U-19, a wkrótce w pełni poświęcił się uprawianiu nowej dyscypliny. Początkowo grywał zarówno w pierwszej, jak i w trzeciej linii młyna.

## Kariera klubowa
Od 2012 roku występował w pierwszym zespole Belmont Shore. W 2014 z polecenia kierownika klubu Douga Pye’a spędził pół roku w nowozelandzkim klubie Otorohanga R.F.C. w regionie Waikato. W tym samym roku występował także w zespole Scioto Valley R.F.C. z Ohio.
W 2016 roku znalazł się w składzie drużyny San Diego Breakers rywalizującej w pierwszej zawodowej lidze w USA – PRO Rugby. Jednocześnie dorabiał jako ochroniarz w hotelu. W grudniu tego samego roku podpisał krótkoterminowy kontrakt z klubem angielskiej Premiership. Debiutował w styczniu 2017 roku w meczu European Rugby Challenge Cup przeciwko CA Brive. Zaledwie kilka miesięcy później, rozegrawszy kolejne cztery spotkania, przedłużył kontrakt z Warriors do końca sezonu 2017/2018. Po przerwie spowodowanej względami rodzinnymi wystąpił w pierwszym składzie we wszystkich pięciu meczach ligowych pozostałych do zakończenia rozgrywek.
W lutym 2018 roku Taufeteʻe raz jeszcze przedłużył swój kontrakt z klubem z Worcester. Łącznie do lata 2020 roku rozegrał w barwach Warriors 36 meczów ligowych i 11 spotkań pucharowych.
Przed zakończeniem sezonu 2019/2020 ogłoszono, że reprezentant USA podpisał dwuletnią umowę, na mocy której zostanie zawodnikiem Lyon OU z francuskiej ligi Top 14. W debiutanckim sezonie wystąpił w 13 meczach swojej nowej drużyny.

## Kariera reprezentacyjna
Pierwsze powołanie do amerykańskiej reprezentacji otrzymał w 2015 roku, kiedy jako dodatkowy sparingpartner otrzymał zaproszenie na zgrupowanie przed spotkaniem z kadrą Samoa w ramach Pucharu Narodów Pacyfiku. Następnie ze względu na swój planowany ślub odmówił udziału w obozie przygotowawczym przed Pucharem Świata 2015. Pomimo tego oraz mimo braku występów w oficjalnych meczach Taufeteʻe niespodziewanie otrzymał powołanie do 31-osobowego składu na turniej w Anglii. Debiutował 7 października 2015 r. w spotkaniu grupowym z Południową Afryką w Londynie. W 2016 roku rozegrał już osiem spotkań w pierwszej reprezentacji (połowę w pierwszym składzie), a jednocześnie był kapitanem drugiego zespołu (USA Selects) podczas rozgrywanego w Urugwaju turnieju Americas Pacific Challenge 2016 (wystąpił we wszystkich trzech meczach).
Szybko stał się podstawowym zawodnikiem swojej drużyny, uczestnicząc m.in. w turniejach Americas Rugby Championship w 2016, 2018 i 2019 roku oraz kwalifikacjach do pucharu świata 2019.
Swoje pierwsze przyłożenie zdobył w trzecim meczu w kadrze, przeciw Chile. Już w 2019 roku wyrównał, a wkrótce poprawił dotychczasowy najlepszy wynik w liczbie przyłożeń zdobytych na arenie międzynarodowej przez zawodnika pierwszej linii młyna. Dotychczasowy, liczący 14 lat rekord należący do Irlandczyka Keitha Wooda (15 przyłożeń) pobił już w 21. spotkaniu, trzy razy przykładając piłkę w meczu z Urugwajem. Przy okazji zdobył też najwięcej przyłożeń podczas Americas Rugby Championship 2019 (sześć). Niedługo później znalazł się w składzie „Eagles” na Puchar Świata w Rugby 2019. W czasie japońskiego turnieju wystąpił we wszystkich czterech spotkaniach grupowych. Pomimo kompletu porażek Taufeteʻe indywidualnie rozegrał dobry turniej, co zostało docenione przez władze World Rugby. Imponujący sezon reprezentacyjny sprawił, że jako pierwszy w Amerykanin w historii został nominowany do miana najlepszego zawodnika na świecie wśród zawodników odmiany 15-osobowej.
Po przerwie spowodowanej pandemią COVID-19 powrócił do reprezentacji, uczestnicząc m.in. w ogólnoamerykańskich kwalifikacjach do Pucharu Świata w Rugby 2023.

### Statystyki
Stan na 2 października 2021 r.
Występy na arenie międzynarodowej
| Drużyna narodowa  | Rok  | Mecze | Punkty |
| ----------------- | ---- | ----- | ------ |
| Stany Zjednoczone | 2015 | 1     | 0      |
| Stany Zjednoczone | 2016 | 8     | 15     |
| Stany Zjednoczone | 2017 | 4     | 25     |
| Stany Zjednoczone | 2018 | 6     | 30     |
| Stany Zjednoczone | 2019 | 8     | 30     |
| Stany Zjednoczone | 2020 | —     | —      |
| Stany Zjednoczone | 2021 | 5     | 5      |
| Suma              | Suma | 32    | 105    |

Przyłożenia na arenie międzynarodowej
| Lp. | Data              | Miejsce                                   | Przeciwnik | Rozgrywki                                |
| --- | ----------------- | ----------------------------------------- | ---------- | ---------------------------------------- |
| 1.  | 20 lutego 2016    | Lockhart Stadium, Fort Lauderdale         | Chile      | Americas Rugby Championship 2016         |
| 2.  | 27 lutego 2016    | Arena Barueri, Barueri                    | Brazylia   | Americas Rugby Championship 2016         |
| 3.  | 19 listopada 2016 | Estadio Anoeta, San Sebastián             | Tonga      | mecz testowy                             |
| 4.  | 1 lipca 2017      | Torero Stadium, San Diego                 | Kanada     | kwalifikacje Pucharu Świata w Rugby 2019 |
| 5.  | 1 lipca 2017      | Torero Stadium, San Diego                 | Kanada     | kwalifikacje Pucharu Świata w Rugby 2019 |
| 6.  | 18 listopada 2017 | Brita-Arena, Wiesbaden                    | Niemcy     | mecz testowy                             |
| 7.  | 25 listopada 2017 | Stadion im. Micheila Meschiego, Tbilisi   | Gruzja     | mecz testowy                             |
| 8.  | 25 listopada 2017 | Stadion im. Micheila Meschiego, Tbilisi   | Gruzja     | mecz testowy                             |
| 9.  | 9 czerwca 2018    | Dick’s Sporting Goods Park, Commerce City | Rosja      | mecz testowy                             |
| 10. | 9 czerwca 2018    | Dick’s Sporting Goods Park, Commerce City | Rosja      | mecz testowy                             |
| 11. | 16 czerwca 2018   | BBVA Compass Stadium, Houston             | Szkocja    | mecz testowy                             |
| 12. | 16 czerwca 2018   | BBVA Compass Stadium, Houston             | Szkocja    | mecz testowy                             |
| 13. | 10 listopada 2018 | Estadio Anoeta, San Sebastián             | Samoa      | Puchar Sześciu Narodów 2019              |
| 14. | 24 listopada 2018 | Aviva Stadium, Dublin                     | Irlandia   | Puchar Sześciu Narodów 2019              |
| 15. | 2 lutego 2019     | Estadio Santiago Bueras, Maipú            | Chile      | Americas Rugby Championship 2019         |
| 16. | 2 marca 2019      | Starfire Sports, Tukwila                  | Urugwaj    | Americas Rugby Championship 2019         |
| 17. | 2 marca 2019      | Starfire Sports, Tukwila                  | Urugwaj    | Americas Rugby Championship 2019         |
| 18. | 2 marca 2019      | Starfire Sports, Tukwila                  | Urugwaj    | Americas Rugby Championship 2019         |
| 19. | 8 marca 2019      | Starfire Sports, Tukwila                  | Kanada     | Americas Rugby Championship 2019         |
| 20. | 8 marca 2019      | Starfire Sports, Tukwila                  | Kanada     | Americas Rugby Championship 2019         |
| 21. | 11 września 2021  | Infinity Park, Glendale                   | Kanada     | kwalifikacje Pucharu Świata w Rugby 2023 |

## Nagrody i wyróżnienia
- nominacja do nagrody dla najlepszego zawodnika roku 2019 na świecie (World Rugby Player of the Year)[25]

## Życie prywatne
W 2015 roku poślubił Noeleen Bette Meni pochodzącą z Samoa Zachodniego, której zawdzięcza też pierwszy kontakt z rugby. W 2017 roku na świat przyszło pierwsze dziecko pary.
Taufeteʻe deklaruje się jako chrześcijanin, choć nie został wychowany jako osoba silnie religijna. Jego zaangażowanie w kwestie wiary wzrosło, gdy miał 16 lat, pod wpływem jego przyszłej żony.